# Blučina
Blučina község Csehországban, Brno-vidéki járásban. Blučina Židlochovice, Nosislav, Měnín, Holasice, Rajhrad, Vojkovice és Opatovice településekkel határos. Lakosainak száma 2295 fő (2024. január 1.).

## Népesség
A település lakosságának változását az alábbi diagram mutatja:
| Lakosok száma | 1298 | 1530 | 1759 | 1802 | 1881 | 2006 | 2235 | 2242 | 2251 | 2295 |
|               | 1869 | 1890 | 1921 | 1950 | 1980 | 2001 | 2017 | 2019 | 2022 | 2024 |